# Henri-Louis-Stanislas Mortier de Fontaine
Henri-Louis-Stanislas Mortier de Fontaine, född 13 maj 1816 i Wiśniowiec, Volynien, död 10 maj 1883 i London, var en polsk pianist.
Mortier de Fontaine var i Warszawa studiekamrat till Frédéric Chopin, utbildade sig till pianist och förvärvade snabbt en ovanligt utvecklad teknik. Han uppträdde i olika städer och var under några som konsertpianist och musikpedagog i Sankt Petersburg. Senare var han verksam i München, Paris och London; överallt väckte han uppseende för sitt pianospel och för sin aparta personlighet. Han var en av de första, som offentligt föredrog Ludwig van Beethovens sista pianosonater samt äldre pianomusik som Johann Sebastian Bachs och Georg Friedrich Händels.